# Uvaria tonkinensis
Uvaria tonkinensis este o specie de plante angiosperme din genul Uvaria, familia Annonaceae, descrisă de Achille Eugène Finet și François Gagnepain. Conform Catalogue of Life specia Uvaria tonkinensis nu are subspecii cunoscute.